# Can Puig (Girona)
Can Puig és una masia de Girona declarada bé cultural d'interès nacional.

## Descripció
Masia amb torre rodona, però es desconeix el seu emplaçament i hi ha dubtes sobre la seva existència.